# Mülhausener Mühle
Die Mülhausener Mühle war eine Wassermühle an der Niers in Grefrath mit einem unterschlächtigen Wasserrad.

## Geographie
Die Mülhausener Mühle hatte ihren Standort an der Niers in der Nähe des Gymnasiums in der Hauptstraße in Ortsteil Mülhausen in der nordrhein-westfälischen Gemeinde Grefrath im Kreis Viersen. Das Gelände, auf dem das Mühlengebäude stand, liegt auf ca. 34 m über NN.
Die Niers versorgte über Jahrhunderte die Mülhausener Mühle mit Wasser. Die Pflege und Unterhaltung des Gewässers obliegt dem Wasser- und Bodenverband der Mittleren Niers, der in Grefrath seinen Sitz hat.

## Geschichte
Die Mühle gehörte – wahrscheinlich schon im 13./14. Jahrhundert – der Abtei Gladbach. 1454 wurde sie zusammen mit der Oedter Mühle dem Erzbischof in Erbpacht gegeben, der sie als Regiebetrieb bewirtschaften ließ. Bei der Säkularisation ging die kurfürstliche Mühle zu Mülhausen, wie sie auch genannt wurde, für 12.800 frs. an den Landwirt Johann Schmitz aus Oedt. Als die Schwestern vom Orden „Unserer Lieben Frauen“ ihre 1887 auf dem benachbarten Gelände gegründeten Mädchenschule erweitern mussten, kauften sie 1925 das Mühlengrundstück und ließen die altehrwürdige Mühle niederlegen.

## Galerie

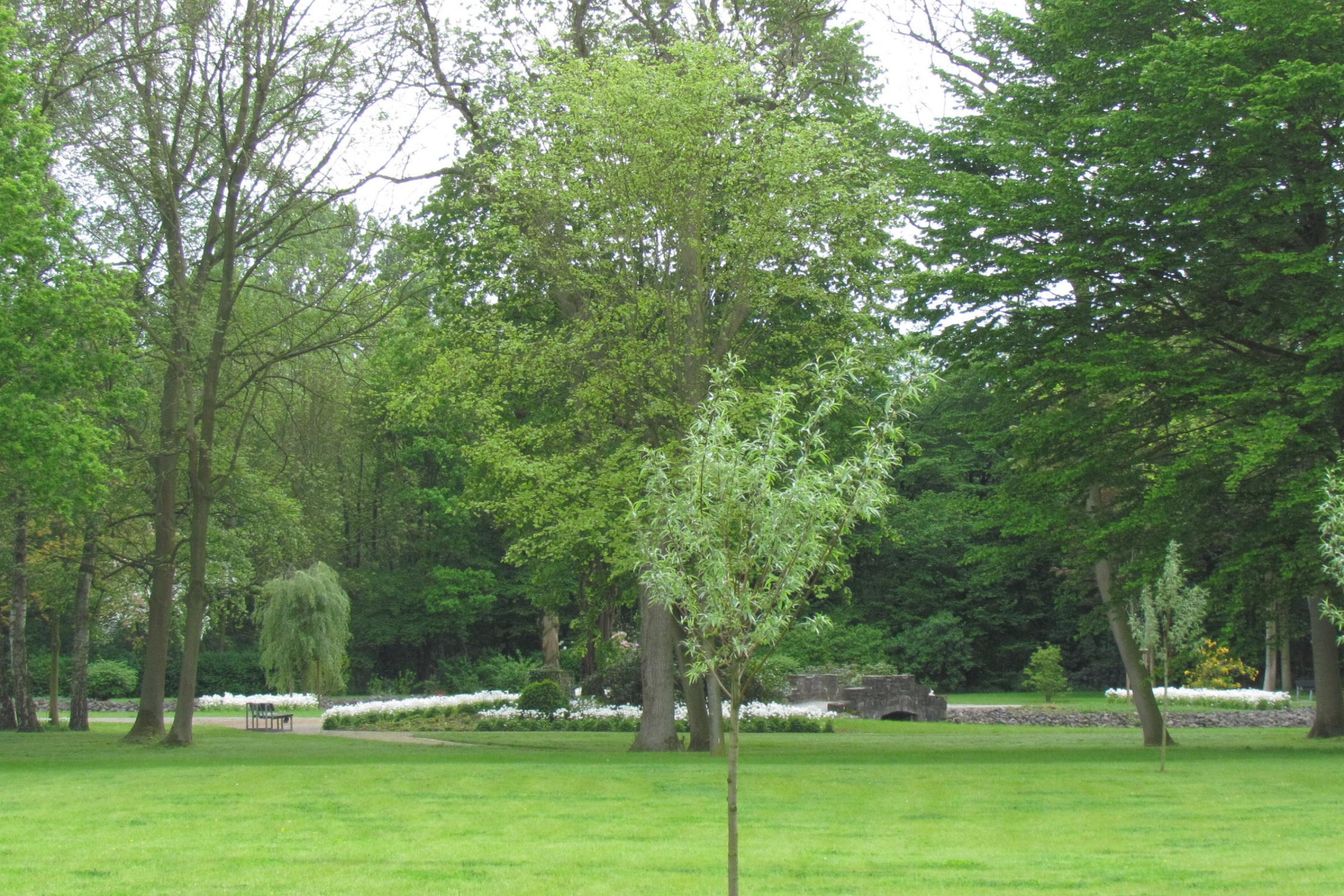
Parkanlage wo einst die Mühle stand
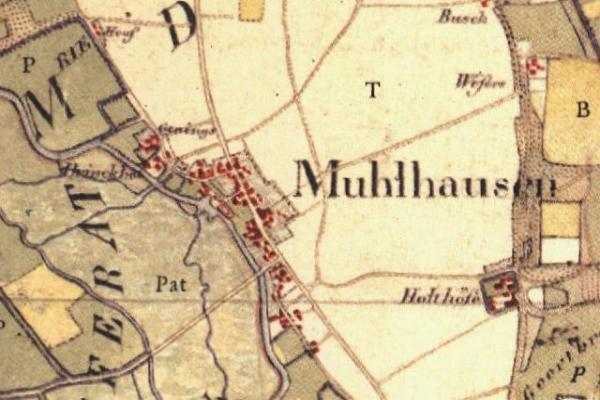
Tranchotkarte 1806